# Dominique Bucchini

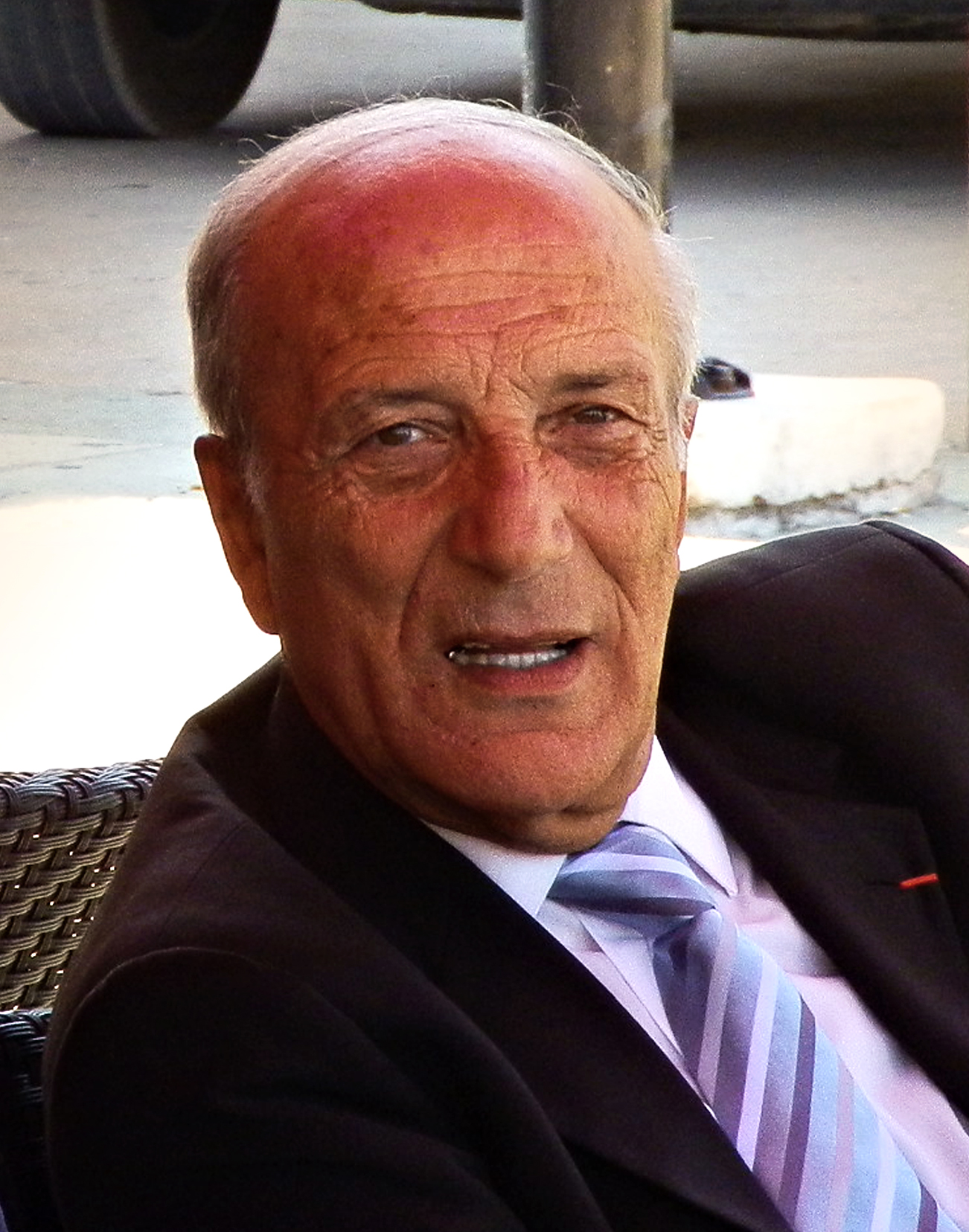
Dominique Bucchini (2011)

Dominique Bucchini (* 24. Januar 1943 in Sartène, Korsika) ist ein französischer Politiker (PCF). Er war von 1981 bis 1984 Mitglied des Europäischen Parlaments und von 2010 bis 2015 Präsident der Versammlung von Korsika.

## Leben
Der Lehrer für Geschichte und Geographie wurde 1971 in den Gemeinderat seines Heimatorts Sartène gewählt und trat im Jahr darauf der Kommunistischen Partei Frankreichs bei. Von 1977 bis 2001 war er Bürgermeister der Kleinstadt im Süden Korsikas. Für seinen ausgeschiedenen Parteikollegen Gustave Ansart rückte er im September 1981 ins Europäische Parlament nach, dem er bis zum Ende der Legislaturperiode 1984 angehörte.
Von 1984 bis 2017 war er Mitglied der Assemblée de Corse, dem Regionalrat Korsikas. Von 1988 bis 2001 gehörte er außerdem als Vertreter des Kanton Sartène dem Generalsrat des Départements Corse-du-Sud an. Bucchini ist ein Verfechter der Zugehörigkeit Korsikas zur Französischen Republik und Gegner von Unabhängigkeits- oder Autonomiebestrebungen. Mitte der 1990er-Jahre verübten korsische Nationalisten eine Reihe von Bombenanschlägen auf öffentliche Gebäude in Sartène und im Juni 1996 auch auf Bucchinis Haus.
Bei der korsischen Regionalwahl 2004 führte Bucchini die Liste der PCF an, die 6,6 Prozent der Stimmen im ersten und 8,3 Prozent im zweiten Wahlgang erhielt. Anschließend war er Vorsitzender der vierköpfigen Fraktion der Kommunisten in der Versammlung von Korsika Bei der Regionalwahl in Korsika 2010 war Bucchini der Spitzenkandidat der Front de gauche (Bündnis von PCF und Parti de Gauche), die im ersten Wahlgang auf 10 Prozent kam. Im zweiten Wahlgang schloss sie sich mit anderen Listen des Mitte-links-Spektrums zusammen, die die Wahl unter Führung Paul Giacobbis (PRG) insgesamt gewannen. Anschließend wurde Bucchini zum Präsidenten der Assemblée de Corse gewählt, der er bis 2015 vorstand.
Bei der Regionalwahl 2015 führte er erneut die Front de Gauche an, die aber nur noch auf 5,6 Prozent kam und sich für den zweiten Wahlgang wiederum mit Giacobbis Liste verband. Insgesamt verlor das linke Lager bei dieser Wahl die Hälfte seiner Sitze, großer Gewinner waren die korsischen Nationalisten. Bucchinis Nachfolger als Präsident der Versammlung von Korsika war Jean-Guy Talamoni. Bei der Regionalwahl 2017 trat Bucchini nur noch symbolisch, auf dem letzten Listenplatz der PCF, an und schied aus dem korsischen Parlament aus.
Bucchini ist mit einer Lehrerin verheiratet und Vater zweier Söhne. 2015 wurde er als Offizier der Ehrenlegion ausgezeichnet.